# Cerro Teotepec
El cerro Teotepec (del náhuatl: Teo, Tepec ‘Dios, Cerro’‘ Cerro de Dios’)  es el punto más alto de Guerrero, con 3,550 metros de altura, se encuentra en la Sierra Madre del Sur. Se localiza en los municipios de Atoyac de Álvarez y General Heliodoro Castillo.